# Xung đột về nước

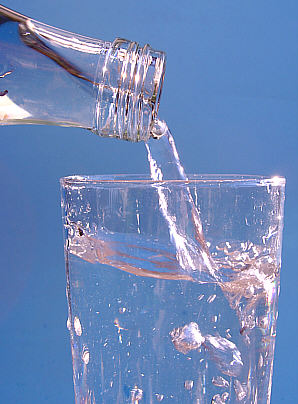
Nước sạch là một vấn nạn trong tương lai của nhân loại

Với tình trạng ô nhiễm ngày một nặng và dân số ngày càng tăng, nước sạch được dự báo sẽ sớm trở thành một thứ tài nguyên quý giá không kém dầu mỏ trong thế kỷ 20. Nhưng dầu mỏ có thể thay thế bằng các loại nhiên liệu khác như điện, nhiên liệu sinh học, khí đốt..., còn nước thì không thể thay thế và trên thế giới tất cả các dân tộc đều cần đến nó để bảo đảm cuộc sống của mình, cho nên vấn đề nước trở thành chủ đề quan trọng trên các hội đàm quốc tế.

## Nước trên thế giới
Lượng nước bên trong của thế giới có thể sẵn sàng sử dụng lên đến 1212 km³ tức tương tương với 3.326 m² cho mỗi đầu người mỗi năm. Lượng nước bên ngoài cũng có tầm quan trọng không kém, chiếm đến hơn 40% nước sẵn sàng sử dụng (ở Bồ Đào Nha, Luxembourg và Đức).

## Sự phân bổ tuỳ theo lĩnh vực hoạt động
Sự phân bố lượng nước tiêu thụ giữa các khu vực kinh tế cũng có độ biến thiên rất lớn từ vùng này sang vùng khác. Chuyển biến theo các điều kiện tự nhiên và theo cơ cấu kinh tế và dân số chẳng hạn, ta có: Pháp (64%), tại Đức (64%), tại Hà Lan (55%) số nước sử dụng cho việc sản xuất điện năng. Còn nước được sử dụng để tưới tiêu là chính thì ta có: Hy Lạp (88%), Tây Ban Nha (72%), Bồ Đào Nha (59%). Ở các nước Bắc Âu như Phần Lan và Thụy Điển thì người ta ít dùng nước cho tưới tiêu thụ rất nhiều nước chủ yếu là cho công nghệ, chiếm tỉ lệ 66% và là 28% tổng lượng nước lấy lên.

## Diện tích được tưới nước
Các con số thống kê từ các ấn phẩm của FAO cho thấy diện tích này có khuynh hướng gia tăng một cách rõ rệt mặc dầu nhiều năm trước có khuynh hướng giảm dần. Những con số liên quan đến châu Âu: Sự gia tăng diện tích tưới đã từ + 152.000 mẫu/năm vào thời gian giữ 1961-1980. và + 146.000 mẫu/năm vào thời gian giữa 1980-1996 và + 123.000 mẫu/năm trong những năm 90. Cũng như vậy, các diện tích tưới của UE đã từ mức 6,5 triệu mãu vào năm 1961 này lên đến 11,6 triệu mẫu vào năm 1996, tức tăng gấp đôi. Sự gia tăng diện tích tưới ở Pháp còn lớn hơn: + 25.000 mẫu/năm vào giữa 1961 và 1980 đã lên đến + 48.000 mẫu/năm vào giữa năm 1980, 1986 trong đó đỉnh điểm là + 59.000 mẫu vào năm 1990.

### Giá trị của nguồn nước
Một bài báo của tờ The Economist hồi tháng 5 cho rằng dù nhiều nơi nước hầu như không mất tiền mua, nhưng đó là thứ giá trị nhất hành tinh. Người ta giết nhau vì "kim cương máu". Các nước phát động chiến tranh vì giành giật tài nguyên dầu mỏ. Nhưng tất cả những hàng hóa giá trị nhất trên thế giới sẽ chẳng còn ý nghĩa gì nếu thiếu nước.

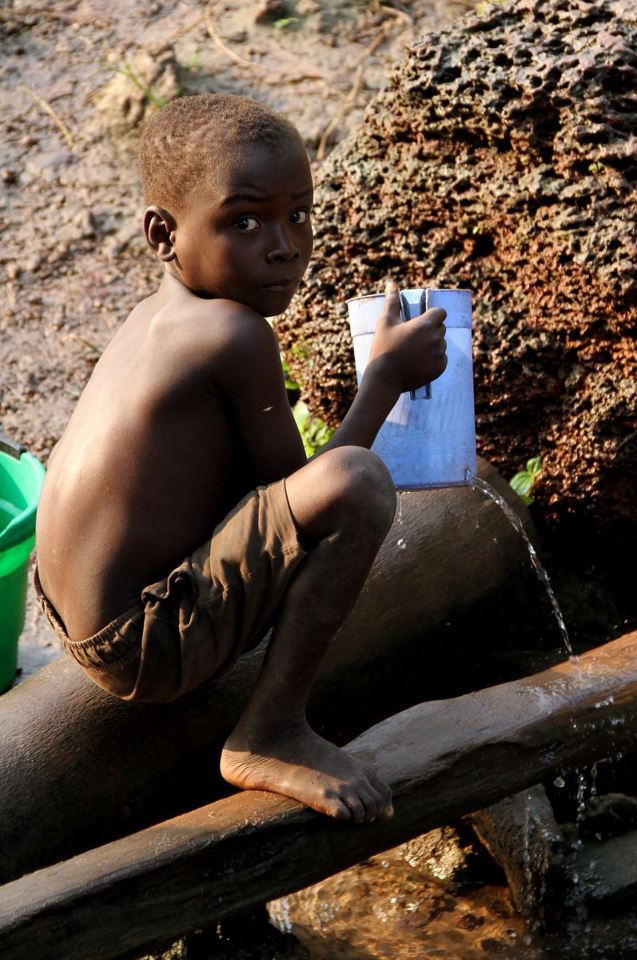
Điều kiện tiếp cận nguồn nước sạch ở các nước Châu Phi rất kém

### Quyền con người về việc tiếp cận nước sạch

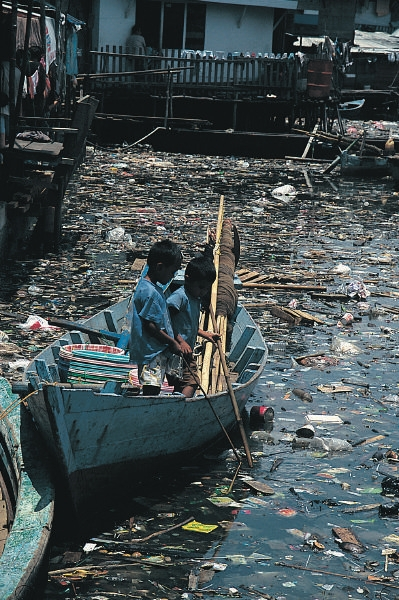
Vấn nạn ô nhiễm nguồn nước ngày càng nghiêm trọng ở các nước đang phát triển

Sau hơn 15 năm tranh luận, cuối tháng 7-2010, Đại hội đồng Liên Hợp Quốc đã bỏ phiếu công nhận tiếp cận nước sạch và điều kiện sống hợp vệ sinh là một trong những quyền căn bản của con người, với 122 phiếu ủng hộ, 44 phiếu trắng và 0 phiếu chống. Đó là một sự công nhận khá muộn màng, vì nhiều quyền cơ bản của con người được công nhận trước đó không thể tồn tại nếu không có nước. Chẳng hạn quyền được sống. Có người được xác nhận nhịn ăn suốt 2 tháng trời mà không chết, nhưng không ai có thể sống mà không uống nước trong vòng 3-4 ngày. Không chỉ tối quan trọng đối với con người, nước còn là cội nguồn của tất cả các dạng sống. Khi truy tìm sự sống ở các hành tinh khác, điều người ta quan tâm trước hết là xem hành tinh đó có nước hay không. Hoặc quyền được ăn - khoảng 1/3 hoạt động sản xuất lương thực trên thế giới cần đến việc tưới tiêu... Cho đến nay, việc thiếu tiếp cận nước sạch là vi phạm nhân quyền lớn nhất trên thế giới. Theo bà Maude Barlow - cố vấn cao cấp về nước cho Chủ tịch Đại hội đồng Liên Hợp Quốc, gần 2 tỷ người sống trong các khu vực căng thẳng về nước và 3 tỷ người không có nước dùng trong vòng 1 km từ nơi ở của họ. Cứ 3,5 giây có 1 trẻ em chết do uống nước bẩn.

### Vấn nạn nước ô nhiễm
Nghiên cứu của Viện Nước quốc tế Stockholm (SIWI), nước bẩn giết chết nhiều người hơn so với động đất và chiến tranh. Ước tính mỗi ngày trên thế giới có tới 5.000 trẻ em bị chết do các bệnh liên quan đến nước bẩn. Trong khi đó, theo một phúc trình của Liên Hợp Quốc năm 2006, có tới 1,1 tỷ người không tiếp cận được nước sạch và hơn 2,6 tỷ người không có điều kiện vệ sinh cơ bản. 1,5 triệu trẻ em dưới 5 tuổi và 4,43 triệu em ở độ tuổi đến trường bị chết mỗi năm do các bệnh liên quan đến nước và vệ sinh môi trường.
Một nghịch lý là người dân ở các nước nghèo phải tốn nhiều tiền cho nước sạch hơn so với các nước phát triển từ 5-10 lần. Nhiều cư dân vùng Hạ Sahara ở Châu Phi có ít hơn 20 lit nước mỗi ngày, và 2/3 không có nhà vệ sinh đạt chuẩn. Ngược lại, bình quân 1 người Anh dùng 150 lít nước/ngày trong khi người Mỹ dùng 600 lít/ngày. Cá biệt có cư dân Phoenix, Arizona (Hoa Kỳ) dùng tới 1.000 lít/ngày – gấp 100 lần so với người Mozambique. "Nước là cuộc khủng hoảng chính của hàng triệu người dễ tổn thương nhất trên thế giới", nhà môi trường Kevin Watkins nói. Phúc trình của Liên Hợp Quốc cho biết đa số các các nước đang phát triển chi ít hơn 1% GDP cho hệ thống cung cấp nước sạch cho người dân, và hầu hết hệ thống đó phục vụ cho người giàu ở đô thị. Chính vì điều này, người nghèo mất nhiều thời gian hơn để có được nước dùng. Người dân Hạ Sahara bỏ ra 40 tỷ? đóng thuế mỗi năm để đi lấy nước, tương đương 1 năm trời làm việc của tất cả người lao động ở   Pháp  ..↵

### Cạn kiệt nguồn cung cấp
Thiếu nước sạch đang là một vấn đề nhức nhối, nhưng tình hình sẽ trở nên tồi tệ hơn khi thế giới hết nước sạch, và điều đó rất có thể xảy ra vì dân số ngày càng tăng trong khi nước sạch ngày càng ít đi do ô nhiễm môi trường và biến đổi khí hậu. Cách nay 2.000 năm, chỉ có khoảng 250 triệu người trên Trái Đất, nhưng ước tính đến năm 2020, chỉ riêng Bắc Phi và Trung Đông đã có 400 triệu người. Trong khi đó, những sa mạc như Sa mạc Sahara đang ngày càng mở rộng, và các nguồn nước ngày càng cạn kiệt. Mực nước Biển Chết đã giảm xuống hơn 10m trong thế kỷ 20. Hồ Tchad giảm gần 100 m nước mỗi năm. Mực nước ngầm tại hàng triệu hecta miền bắc Trung Quốc giảm 1 m/năm, khiến việc đào giếng ngày càng tốn kém. Liên Hợp Quốc ước tính các giếng ở khu vực này phải khoan sâu 1 km hoặc hơn mới có nước sạch. Những khối băng trên dãy Himalaya, từng được mệnh danh là "tháp nước của châu Á", đang tan biến với một tốc độ báo động. Điều này ảnh hưởng nghiêm trọng đến lưu lượng nước của các con sông chính như sông Mekong (Bán đảo Đông Dương), sông Dương Tử (Trung Quốc), sông Hằng (Ấn Độ), sông Ấn (Pakistan). Ngoài ra, ô nhiễm môi trường là một hệ quả đáng sợ nhất của quá trình phát triển công nghiệp, và làm tổn hại nghiêm trọng đến nguồn cung nước sạch trên thế giới. Trung Quốc hiện là nơi bị cáo buộc gây ô nhiễm nguồn nước nhiều nhất. Sông Dương Tử ở nước này là một trong những con sông bị ô nhiễm nặng nhất thế giới. Hơn 40% trong 662 thành phố lớn của Trung Quốc không có hệ thống xử lý rác và chất thải. Ước tính của chính quyền Bắc Kinh cho biết 9/10 thành phố trong nước có hệ thống nước ngầm bị ô nhiễm, và khoảng 300 triệu người phải uống nước không an toàn.
Một báo cáo mới đây của Ngân hàng Thế giới (WB) nói rằng, đến năm 2030, nhu cầu toàn cầu đối với nước sẽ vượt quá mức cung cấp đến 40%. Hiện 2 tỷ người sống ở các nước đang căng thẳng về nước và đến năm 2025, 2/3 dân số thế giới sẽ phải sống trong những nước hoặc khu vực chịu căng thẳng về nước, trừ khi xu hướng hiện tại thay đổi. Hơn nữa, sẽ có thêm các cuộc xung đột về nước vì nguồn tài nguyên này càng ngày càng khan hiếm. Goldman Sachs ước tính tiêu thụ nước trên toàn cầu sẽ tăng gấp đôi mỗi 20 năm.

Phân bố nước trên Trái đất

## Nước trong thế kỷ 21
Cách nay 10 năm, tạp chí Fortune đã có một bài viết nổi tiếng khắp thế giới khi cho biết những công ty như Suez của Pháp (một trong 3 đại gia nước toàn cầu) đang chạy đua để giành quyền tư hữu hóa các nguồn nước ngọt lớn trên thế giới, vì những công ty này tin rằng nước đối với thế kỷ 21 thực sự là một loại "vàng xanh".

### Nước - ngành công nghiệp 400 tỷ USD
Vào thời điểm đó (năm 2000), Fortune cho biết việc cung cấp loại chất lỏng "mọi người đều cần" và "ngày càng cần hơn" đang được tư hữu hóa trên khắp thế giới, từ Buenos Aires đến Atlanta hay Jakarta và tạo ra những cơ hội kinh doanh cực kỳ béo bở cho các đại gia công nghiệp. Cung cấp nước cho người dân và doanh nghiệp là một ngành công nghiệp mang về 400 tỷ USD mỗi năm. Số tiền đó tương đương 40% so với ngành dầu mỏ, và lớn hơn ngành dược phẩm toàn cầu 1/3. Chỉ tính riêng ở Hoa Kỳ, nước là một ngành công nghiệp trị giá 100 tỷ USD. Ngành công nghiệp nước đã chuyển mình mạnh mẽ từ ngành ít lợi nhuận thành một ngành được ví von là "vàng xanh". Peter Spillett, một nhà điều hành cao cấp của Thames Water, cho biết: "Ngành này rất có tiềm năng phát triển. Sẽ có chiến tranh thế giới vì nước trong tương lai, vì đó là một loại tài nguyên quý giá và có giới hạn".
Hiện ngành công nghiệp nước trên thế giới đang tập trung vào tay 3 đại gia, gồm Vivendi và Suez của Pháp, và Thames Water của Anh, nhưng thuộc sở hữu của tập đoàn Đức RWE. Năm 1993, 3 đại gia này chỉ hoạt động tại 12 nước, nhưng tính đến năm 2003, họ là nhà cung cấp nước sạch cho 56 nước. Trong đó, đại gia nổi trội nhất là Suez. Trong 30 thành phố lớn nhất mời thầu dịch vụ cung cấp nước trong giai đoạn từ 1995-2000, 20 thành phố chọn Suez. Chỉ trong năm 1999, công ty này có doanh thu 32 tỷ USD và đạt lợi nhuận 1,5 tỷ USD.

Bên cạnh việc cung cấp nước uống qua hệ thống ống nước như các đại gia Suez, Vivendi và Thames Water, các công ty tư nhân cũng thu lợi lớn từ hoạt động bán nước uống đóng chai, với doanh thu ước tính hơn 50 tỷ USD/năm. Người Hoa Kỳ ước tính chi mỗi năm 11 tỷ USD cho nước uống đóng chai, và con số này mỗi năm một tăng vì nhu cầu đối với nước uống đóng chai cũng tăng nhanh theo dân số và theo sự nóng lên của trái đất.
Năm 2006, người Hoa Kỳ tiêu thụ 37.505.242.500 lít nước uống đóng chai, tăng 9,5% so với năm 2005, trong khi lượng tiêu thụ bình quân đầu người tăng từ 115 lít lên 125 lít. Doanh số năm 2006 cũng tăng 8,5% so với năm 2005. Trong vòng 5 năm tính đến năm 2007, tăng trưởng bình quân của ngành nước đóng chai là 10%, cao hơn so với mức 6% của ngành nước ngọt. Cho đến nay, nước đóng chai là ngành tăng trưởng nhanh nhất trong các ngành công nghiệp ẩm thực trên thế giới.
Tại Bulgaria, thị trường nước đóng chai tăng trưởng tới 22% trong năm 2007. Ở Châu Mỹ Latin, ngành này đạt tăng trưởng bình quân 14%/năm trong 5 năm trước khi xảy ra khủng hoảng tài chính, trong khi thị trường Châu Á tăng trưởng bình quân 13% trong cùng kỳ. Hiện các đại gia nước uống đóng chai trên thế giới là các tên tuổi như Nestle, Pepsi Co. (với nước Aquafina), và Coca Cola. Cả ba đại gia này đều có doanh thu trên 1 tỷ USD/năm từ nước đóng chai.

### Một tổ chức OPEC về nước trong tương lai
Tờ Christian Science Monitor cho rằng đã đến lúc không cần nhắc đến OPEC dầu mỏ, vì sắp tới sẽ là sự ra đời của tổ chức các nước xuất khẩu nước. Hiện có nhiều dấu hiệu cho thấy hoạt động mua bán nước đang nở rộ, và chính Ngân hàng Thế giới (WB) cũng cổ súy cho việc tư nhân hóa việc cung cấp nước, dù nhiều người chỉ trích nước là tài sản công và không nên tư nhân hóa.
Cuối những năm 1990s, Aquarius Water Transportation là công ty đầu tiên đem nước sạch từ nước này sang bán ở nước khác khi chở 2.273m3 nước ngọt sang các đảo của Hy Lạp. Năm 2000, công ty Nordic Water Supply còn chơi trội hơn khi chở tới 22.730m3 nước ngọt từ Thổ Nhĩ Kỳ sang bán cho Cộng hòa Síp]. Năm 2004, Scotland và Anh ký thỏa thuận xây dựng hệ thống dẫn nước từ Scotland sang. Những dự án tương tự cũng được triển khai để dẫn nước từ Thổ Nhĩ Kỳ sang Trung Âu và các thị trường ở Cộng hòa Síp], Hy Lạp, Ai Cập và Malta.
Các công ty ở California (Hoa Kỳ) được cho đã tạo sức ép để Nhà Trắng thêm vào điều khoản sẽ để các công ty của Hoa Kỳ cung cấp nước sạch cho người Palestine và Israel một khi đạt được thỏa thuận hòa bình. Những công ty như Global H2O Resources ở Vancouver, British Columbia (Canada) đã đầu tư rất lớn để sở hữu những nguồn nước công cộng trên thế giới. Mới đây nhất, công ty này đạt được giấy phép khai thác 21.821.232 m3 nước sạch mỗi năm trong vòng 30 năm trên hồ Sitka ở Alaska (Hoa Kỳ), một trong những hồ nước ngọt lớn nhất thế giới. A. Fred Paley, Chủ tịch Global H2O Resources, không che giấu tham vọng liên kết và mua lại những công ty nước toàn cầu khác để kiểm soát nguồn tài nguyên nước nhiều hơn, và đó là điều nhiều nhà quan sát lo ngại.

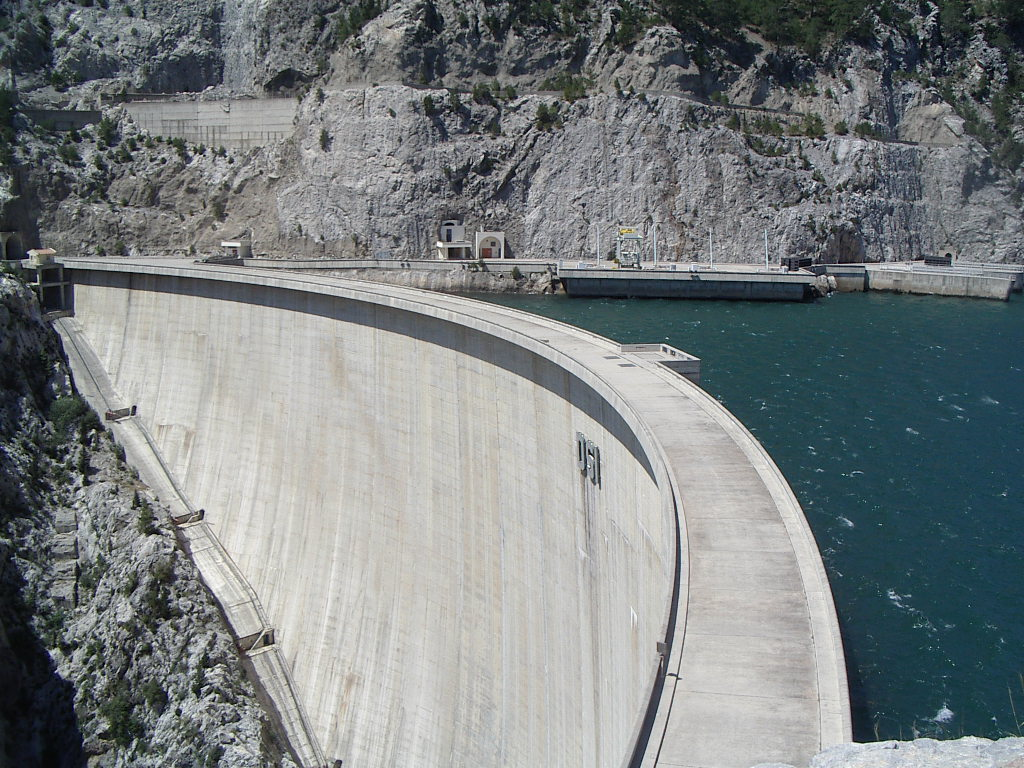
Đập nước Oymapinar trên sông Mamnavgat, Thổ Nhĩ Kỳ

## Chiến tranh vì nước
Vì là thứ giá trị nhất hành tinh, nước là đối tượng tranh giành của nhiều nước, nhiều nhóm người và nhiều cá nhân, tạo ra những xung đột cả ở cấp quốc gia và quốc tế. Từ "cạnh tranh" (rivalry) trong tiếng Anh bắt nguồn từ từ "rivalis" của tiếng Latin, nghĩa là "người dùng chung một dòng sông với người khác".

### Những mâu thuẫn và xung đột vì nguồn nước
Trong thực tế, nước của nhiều con sông lớn trên thế giới như sông Mekong, sông Ấn, sông Nile, sông Amazon... được chia sẻ giữa 2 hoặc nhiều quốc gia. Lưu vực những con "sông chung" (sông chảy qua từ 2 nước trở lên) chiếm tới 45% bề mặt đất liền của trái đất, và cung cấp nước cho 40% dân số toàn cầu, đồng thời chiếm 60% lượng nước sông toàn cầu. Chính những con "sông chung" như vậy có thể tạo ra mâu thuẫn giữa các nước cùng chia sẻ chúng. Chẳng hạn, trước đây Iraq thường phàn nàn lên Liên Hợp Quốc rằng Thổ Nhĩ Kỳ đã xây đập chặn mất nguồn nước của những con sông chảy vào Iraq như sông Tigris và Euphrates. Hay ở lưu vực sông Mekong - con "sông chung" của các nước Việt Nam, Lào, Thái Lan, Campuchia, Myanma và Trung Quốc – các nước này vẫn chưa đạt được một giải pháp ổn thỏa về sử dụng dòng sông chung. Nhiều nước lên án Trung Quốc xây nhiều đập thủy điện trên thượng lưu con sông làm mực nước sông ngày càng cạn kiệt.

Khi những bất đồng về chia sẻ nguồn nước giữa các quốc gia không thể giải quyết bằng biện pháp hòa bình, rất có thể sẽ xảy ra chiến tranh. Trong lịch sử, cuộc chiến dai dẳng giữa người Israel và người Palestine được cho là một phần do tranh giành nguồn nước. Bờ Tây nằm trên một khu vực ngậm nước lớn. Thêm vào đó, Cao nguyên Golan mà Israel lấy đi từ Syria trong cuộc chiến 6 ngày năm 1967 là nơi bắt nguồn của sống Jordan và các nguồn nước đổ vào Biển Galilee. Ở một khu vực khô hạn như Trung Đông, kiểm soát nguồn nước mang tính sống còn đối với cả một dân tộc. Trận đánh Beersheba nổi tiếng trong chiến tranh thế giới thứ nhất giữa liên quân Anh- Australia-New Zealand với liên minh giữa 2 Đế chế Ottoman và Đức là trận đánh tranh giành quyền kiểm soát các nguồn nước ở Thổ Nhĩ Kỳ và Birussebi.
Trong tranh chấp các dòng sông chung, nếu các nước ở thượng lưu mạnh hơn, họ sẽ gia tăng việc kiểm soát nguồn nước bằng cách xây đập thủy điện hoặc thủy lợi, và các nước ở dưới hạ lưu chỉ biết ngậm bồ hòn làm ngọt. Nhưng nếu các nước ở hạ lưu mạnh hơn, các nước các nước trên thượng lưu có thể bị chiến tranh nếu quản lý nguồn nước không tốt. Ai Cập, một nước vùng hạ lưu hùng mạnh, đã nhiều lần dọa sẽ tiến hành chiến tranh để giải quyết mâu thuẫn xung quanh dòng sông Nile. Chỉ nhờ cả hai nước vùng thượng lưu là Sudan và Ethiopia đều bị nhấn chìn trong nội chiến và quá nghèo để có thể xây đập tích trữ nguồn nước nên chiến tranh mới chưa xảy ra. Ở lưu vực sống Euphrates, Thổ Nhĩ Kỳ có quân đội hùng mạnh hơn Syria, nhưng điều đó cũng không ngăn được người Syria nhiều lần đe dọa bạo lực.

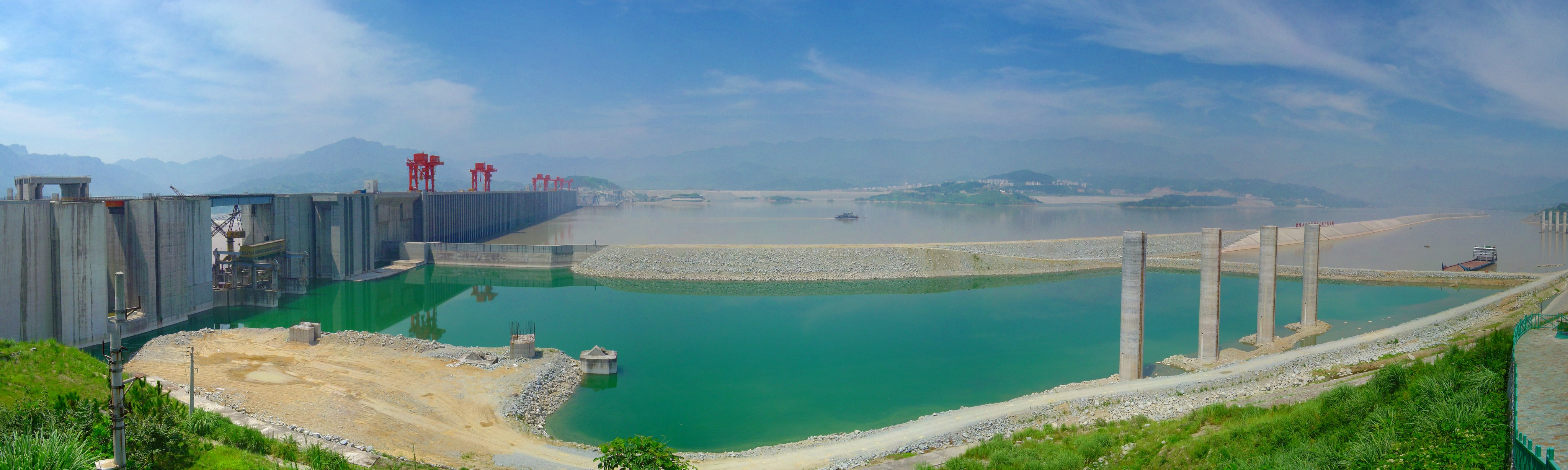
Đập Tam Hiệp, đập thủy điện lớn nhất thế giới

Tuy nhiên, lịch sử cũng chứng minh rằng tranh chấp nguồn nước giữa các quốc gia hiếm khi dẫn đến chiến tranh. "Nước suy cho cùng là một nguyên nhân của hợp tác hơn là chiến tranh. Vì nó quá thiết yếu đến nổi bạn không thể chiếm đoạt nó bằng chiến tranh", Daniel Zimmer – giám đốc của Hội đồng Nước thế giới (WWC) – nói. Ông Zimmer đơn cử thỏa thuận ký kết hồi tháng 3-2008 giữa Thổ Nhĩ Kỳ, Iraq và Syria về việc cùng thiết lập một Viện Nước để nghiên cứu và theo dõi các nguồn nước chung. Hay như các nước dọc theo sông Mê Công đã thành lập Ủy ban sông Mê Công (MRC) với mục đích tương tự.

### Vấn đề nảy sinh khi tư hữu hoá nguồn nước
Ngân hàng Thế giới (WB), Quỹ Tiền tệ quốc tế (IMF) và nhiều định chế quốc tế khác từng cổ súy việc tư hữu hóa hệ thống nước ở các nước nghèo, bằng việc thúc ép hoặc trợ giá cho các công ty nước toàn cầu, với hy vọng sẽ làm tăng tính hiệu quả của các dịch vụ nước. Tuy nhiên, việc tư hữu hóa hệ thống nước đã vấp phải nhiều chỉ trích và cũng nhận được nhiều bài học cay đắng. Nổi bật trong số đó là trường hợp tư nhân hóa hệ thống nước ở Bolivia. Năm 1999, một consortium dẫn đầu bởi công ty Hoa Kỳ Bechtel ký 1 hợp đồng 40 năm để tăng nguồn cung và dịch vụ nước cho Cochabamba, Bolivia. Nhưng 6 tháng sau, những người biểu tình đã đánh đuổi công ty ra khỏi đất nước vì liên minh trên đã liên tục tăng giá nước khiến người dân không thể chịu nổi. Sau vụ việc này, giới chuyên môn cho rằng không nên để tài nguyên nước lọt vào tay các công ty tư nhân, vì suy cho cùng nước là một tài sản công cộng. Việc sản xuất nước uống đóng chai cũng bị phê phán mạnh mẽ. Diễn biến tương tự cũng xảy ra ở Atlanta, Georgia (Hoa Kỳ). Năm 1999, thành phố này quyết định tư nhân hóa dịch vụ nước vì thấy hệ thống nước do nhà nước quản lý xuống cấp nghiêm trọng. Tuy nhiên, đến năm 2003, chính quyền thành phố buộc phải phá vỡ hợp đồng 500 triệu USD với đại gia Suez của Pháp vì gặp tình trạng tương tự người Bolivia.
Trong thực tế, xung đột về nước trong phạm vi một nước dễ biến thành bạo lực hơn ở tầm xuyên quốc gia. Tại Darfur, quyền tiếp cận nước sạch và đất trồng là một nhân tố chính trong xung đột giữa những người nông dân da đen và dân di cư Arab. Hạn hán và hoang mạc hóa ở Bắc Darfur đã khiến những người Arab chuyển đến Nam Darfur, nơi họ xung đột với nông dân da đên. Tháng 12-2009, hàng trăm người dân ở Mumbai đã nổi dậy để phản đối việc cúp nước. Những cuộc đụng độ nảy lửa giữa họ và cảnh sát đã làm ít nhất 1 người bị giết và hàng chục người bị thương.